# 郭顯忠
郭顯忠（1551年—1628年），字步武，號同竹，河南開封府太康縣人，民籍，明朝政治人物。

## 生平
萬曆元年（1573年）癸酉科河南鄉試第六十名，萬曆五年（1577年）丁丑科會試第二百五十二名，登三甲第一百六十三名進士。授桃源县知县，有異政，以治河功受到欽賞，丁憂歸，服闋，起復陕西三原令。十四年十月擢工科給事中，侍經筵，出为陕西漢中府知府，刑清政簡，民頌其德。二十一八月升浙江清軍驛傳道副使，復除陕西副使，分守隴右道，二十五年三月升本省右參政兼僉事、專理靖虜兵糧，改湖廣參政，三十七年八月升山西冀北道按察使，以封事加一品服色，加升山西右布政使，累官山西左布政使。四十五年六月升南京太僕寺卿，乞休，疏五上，准致仕。善長作詩，有《雲中吟》、《楚游草》等诗集，林下著有《效颦小草》、《紀年譜》，崇禎元年卒，賜祭葬。

## 家族
曾祖郭存心；祖父郭承美；父郭效諒。母張氏；繼母王氏。严侍下。弟大忠、世忠。

## 遺跡

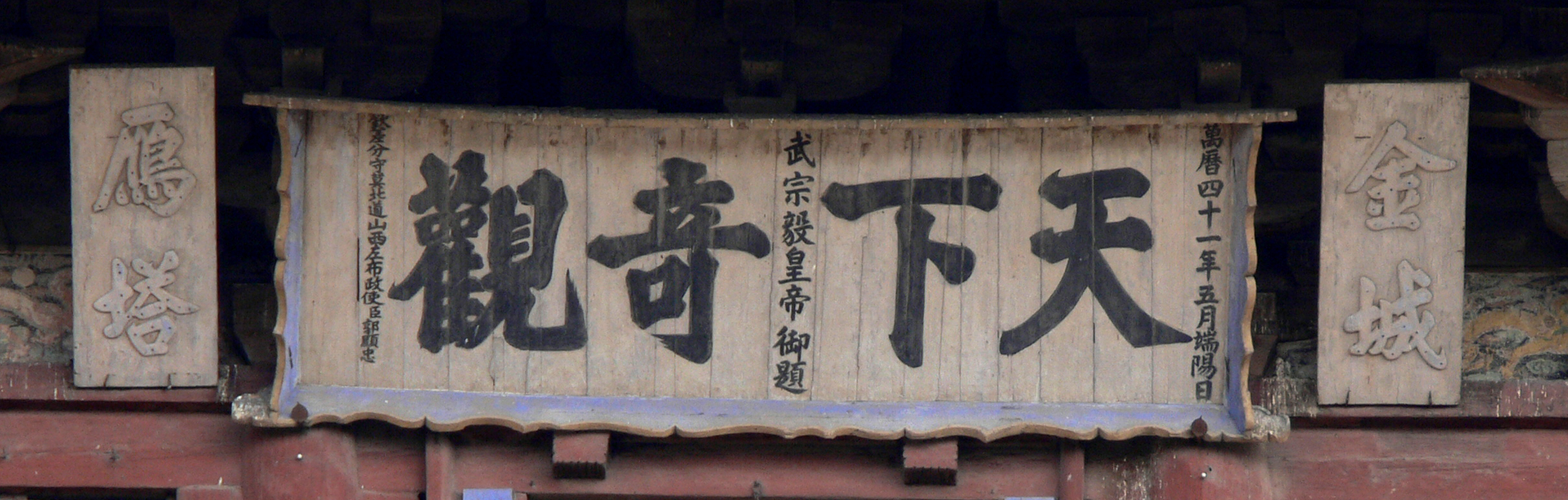
应县木塔匾额

山西應縣木塔上懸有郭顯忠任布政使期間所製武宗御筆「天下奇觀」匾額，至今尚存。